# Sân vận động Al-Merrikh
Sân vận động Al-Merrikh, còn được gọi là Lâu đài Đỏ, là một sân vận động đa năng ở Omdurman, Sudan, được sử dụng chủ yếu cho các trận đấu bóng đá và đôi khi cũng được sử dụng cho điền kinh. Sân được khánh thành vào năm 1962. Sân vận động này được sử dụng chủ yếu cho các trận đấu bóng đá và được coi là sân nhà của cả Al-Merrikh SC và đội tuyển bóng đá quốc gia Sudan. Hiện tại, sân vận động có sức chứa 43.000 người. Trong mùa giải CAF Champions League 2016, Al-Merrikh đã có số lượng khán giả trên sân nhà trung bình là 17.250 người. Họ thường thu hút lượng khán giả thấp hơn nhiều trong các trận đấu giải quốc nội của họ.

## Tổng quan
Sân vận động chính thức mở cửa vào ngày 30 tháng 11 năm 1964. Sân đã mở cửa lần đầu tiên vào năm 1962 trong khi vẫn đang được xây dựng để tổ chức trận đấu giữa Al-Hilal Club và Al-Mourada SC cho một kỳ nghỉ quốc gia vào tháng 11 năm 1962. Sân đã đóng cửa sau lễ hội và được chính thức khánh thành hai năm sau đó, vào ngày 30 tháng 11 năm 1964, với trận đấu giữa Al-Merrikh và Dinamo Moskva. Năm 2003, Hội đồng quản trị Al-Merrikh, dưới sự chủ trì của Jamal Al-Wali, đã tiến hành cải tạo sân vận động để xây dựng một phòng trưng bày mới và bao gồm các chỗ ngồi mới. Chi phí cho việc cải tạo mới của nó ước tính khoảng 2 triệu đô la.
Sân vận động Al-Merrikh nằm trên phố Al-Baladya, Al-Arda (tiếng Ả Rập: العرضة) ở thành phố Omdurman, Sudan.
Sân vận động này là địa điểm trung lập của vòng loại World Cup giữa Algérie và Ai Cập vào ngày 18 tháng 11 năm 2009, trận đấu mà Algérie đã giành chiến thắng 1–0 để đủ điều kiện tham dự Giải vô địch bóng đá thế giới 2010.